# Megara (mitologia)
Megara (gr. Μεγάρα Megára, łac. Megara) – w mitologii greckiej królewna tebańska.
Uchodziła za córkę króla Teb, Kreona. Z Heraklesem, za którego została wydana za mąż za pomoc w czasie wojny, miała kilkoro dzieci. Zmarła tragicznie, gdy jej mąż, opętany furią przez nienawidzącą go Herę, udusił całą swą rodzinę.
Postać Megary pojawia się też w filmie animowanym Herkules.